# هنر در علوم قانونی
هنر در علوم قانونی (انگلیسی: Forensic arts) هر هنری است که در اجرای قانون یا دادرسی‌ها استفاده می‌شود. هنر در علوم قانونی برای کمک به مجریان قانون در جنبه‌های بصری یک پرونده است، و اغلب با استفاده از توضیحات شاهد و فیلم‌های ویدئویی استفاده می‌شود.
هنر در علوم قانونی یک زمینه بسیار تخصصی است که طیف گسترده‌ای از مهارت‌های هنری مانند چهره‌نگاری، طراحی صحنه جرم، ویرایش تصویر، طراحی‌ها در دادگاه، شواهد نمایشی را در بر می‌گیرد. به ندرت پیش می‌آید که یک هنرمند در علوم قانونی در بیش از یکی از این مهارت‌ها تخصص داشته باشد.
بسیاری از هنرمندان قانونی این کار را در قبال دریافت حقوق و به‌عنوان یک شغل انجام می‌دهند، مانند یک افسر پلیس. تعداد کمی شغل تمام‌وقت برای هنرمند قانونی وجود دارد. فعالیت به‌صورت «فری‌لنسر» در هنر قانونی دشوار است، زیرا ارتباط با مجریان قانون، بخشی ضروری در این کار است.
مهارت بازسازی چهره قانونی با انسان‌شناسی قانونی مرتبط است، زیرا یک هنرمند در بازسازی بقایای بدن انسان تخصص دارد. به‌طور کلی این رشته به شناسایی چهره انسان تمرکز می‌کند. هنرمند قانونی می‌تواند بازسازی چهره را به روش‌های مختلفی انجام دهد که شامل روش‌های دوبعدی (نقاشی)، سه‌بعدی (مجسمه‌سازی) و روش‌های دیگری با استفاده از فناوری رایانه‌ای است.

## انواع فنون و روش‌ها
در زیر توضیح مختصری از مهارت‌های مختلف هنرها در علوم قانونی آورده شده است:
- بازسازی چهره: هدف از آن کمک به کارشناسان برای یافتن سرنخ‌هایی بر اساس توضیحات فیزیکی است. معمولاً با دست کشیده می‌شود. هنرمندی که در مصاحبه با قربانیان و شاهدان آموزش دیده است از اطلاعات ارائه‌شده برای ترسیم آنچه توصیف شده است استفاده می‌کند.[۳] با این کار یک تصویر گرافیکی به‌دست می‌آید که شبیه فرد طراحی شده است.[۴]
- ویرایش تصویر: برای تغییر و بهبود عکس برای کمک به بازپرس یا وکیل استفاده می‌شود. نمونه‌هایی از این موارد عبارتند از: بالا بردن یا کم کردن سن و شفاف‌سازی تصاویر، مانند فیلم‌های دوربین مداربسته، برای شناسایی یک فرد.[۴]
- شناسایی تصویر: کارشناسان می‌توانند از این ابزار برای شناسایی مظنونانی که با تغییر چهره برای فرار از دستگیری تلاش می‌کنند و همچنین در مطالعه مواردی که در آن افراد ظاهر خود را نسبت به زمان رویداد تغییر می‌دهند، استفاده کنند.
- طراحی صحنه جرم: ترسیم صحنه جرم. این طراحی تحقیقی جهت اندازه‌گیری‌ها و ابعاد برای کمک به نشان دادن صحنه جرم است. این کار به کامل کردن اطلاعات نشان‌داده‌شده در عکس‌های صحنه کمک می‌کند.[۵]
- شواهد اثباتی: هر گونه شواهد قابل مشاهده و فیزیکی که در رسیدگی‌های حقوقی استفاده می‌شود. برای نشان دادن جنبه‌های مختلف قضیه، بازسازی یک رویداد، و نشان دادن آنچه اتفاق افتاده استفاده می‌شوند. دو دسته از شواهد اثباتی وجود دارد. نمایش‌های دادگاه و کمک‌های تحقیقاتی.
- نقاشی پس از مرگ: هنرمند به عکس یک فرد درگذشته یا بقایای او نگاه می‌کند تا تشخیص دهد که قبل از مرگ چه شکلی بوده است و نقاشی او را می‌کشد. این کار بیشتر به مواردی که بدن در اثر تصادف یا تجزیه بیش از حد آسیب دیده است کمک می‌کند.[۴]
- سن: برای مشخص شدن ظاهر یک فرد قبل یا بعد از یک دوره زمانی است. این کار معمولاً در پرونده‌های افراد گمشده یا در موارد یخ‌زدگی استفاده می‌شود، زمانی که کارشناسان نیاز به اطلاعاتی از ظاهر یک فرد سال‌ها قبل یا بعد از تحقیقات دارند.
- مجسمه‌سازی قانونی: برای ایجاد مدل‌های سه‌بعدی، معمولاً از جمجمه قربانیان استفاده می‌شود. ویژگی‌های دیگری مانند چشم‌های مصنوعی و کلاه‌گیس برای افزودن ظاهری واقع‌گرایانه استفاده می‌شود. این کار می‌تواند از طریق اطلاع دقیق از پیچیدگی‌های ساختار اسکلتی و سایر ویژگی‌ها مانند سوابق دندان‌پزشکی، کارشناسان را از ویژگی‌های خاص قربانی، مانند سن، نژاد و جنسیت آگاه کند.[۵]
- همکاری‌های دیگر: از هنرمندان قانونی، مردم‌شناسان و سایر حرفه‌ها برای کمک به تعیین سن، جنس و نژاد جمجمه شناسایی‌شده استفاده می‌شود.[۶]